# Emi Kudeken
Emi Kudeken (久手堅笑美?; Okinawa, 3 agosto 1984) è un'ex cestista giapponese.

## Carriera
Con il Giappone ha disputato i Campionati mondiali del 2014.